# ÍBA Akureyri
Le Íþróttabandalag Akureyrar ou ÍBA est un ancien club de football islandais basé à Akureyri. Il naît en 1928 de la fusion du Þór Akureyri et du KA Akureyri. La coopération entre les deux clubs s'arrête en 1974.
Le club joue pendant 20 saisons en Úrvalsdeild (première division), sans jamais réussir à remporter le titre de champion. Sa meilleure performance est de terminer trois années consécutivement à la troisième place du classement (1966, 1967, 1968).
Aujourd'hui, l'Íþróttabandalag Akureyrar sert d'association aux différents clubs sportifs d'Akureyri afin de développer le sport dans la région.

## Historique
- 1928 : fondation du club par la fusion du Þór Akureyri et du KA Akureyri
- 1974 : révocation de la fusion qui laisse place de nouveau au Þór Akureyri et au KA Akureyri
- 1970 : Participation à la coupe des coupes (C2) lors de la saison 1970-1971

## Palmarès
- Championnat d'Islande D2
  - Champion : 1955, 1959, 1964 et 1972

- Coupe d'Islande
  - Vainqueur : 1969